# 우산동 (광산구)
우산동(牛山洞)은 광주광역시 광산구의 동이다.

## 연혁
- 1914년 4월 1일 행정구역 통폐합에 따라 우산면 동작, 서작, 향약, 당사, 신기리와 마지면 운림리 각 일부가 합해져 우산리가 되어 신설된 송정면 관할이 됨.
- 1935년 10월 1일 광산군 송정면 우산리가 됨
- 1937년 7월 1일 송정면이 邑으로 승격돼 광산군 송정읍 우산리가 됨
- 1986년 11월 1일 송정읍 일원이 市로 승격돼 광산군에 분리됨에 따라 우산동이 됨
- 1988년 1월 1일 광주직할시 편입에 의해 광산구 우산동이 됨
- 1995년 9월 27일 광주광역시로 명칭 변경되어 광산구 우산동이 되어 오늘에 이름
- 1999년 1월 16일 동간 행정구역조정 (어룡동⇒우산동 1통 2개반)
- 2007년 10월 1일 우산동사무소에서 우산동주민센터로 명칭변경
- 2010년 10월 18일 신청사 이전 개청(우산동 1025-2 → 우산동 1601-7)

## 마을 유래
- 동작(東作)·서작(西作)
  - 동작, 서작마을은 우산동의 본 마을이다. 암탉이 알을 품고 있는 형국이라 하여 잉계(孕鷄)마을이라고도 한다. ‘우산’이라는 이름은 말미산 기슭에 위치한다고 말매, 또는 독산(禿山)이라고 했는데, 지형이 소의 형상을 닮았다 하여 우산이라고 부르게 되었다. 지금은 재진밭등에 나란히 있지만 동작, 서작이라는 이름으로 구분해왔다. 조선 초기 장흥 고씨가 들어와 정착, 개촌했으며 임진왜란 때 의병장 김극추가 서창동 절골에서 옮겨오면서 그 후손들이 세거했다. 동작마을에는 공동우물과 느티나무가, 서작마을은 고정자라고 일컫는 팽나무 노거수가 있어 해마다 마을의 안녕과 풍년을 비는 당산제가 거행되었다고 한다. 광주 최초 교회가 이 지역에 세워졌던  으로 알려져 있는데, 우산리교회, 잉계교회라고 했다. 이 마을은 현재 재개발사업이 추진되고 있으며, 동작마을은 1통, 서작마을은 2통이다.
- 신창(新昌)
  - 동작 옆에 위치한 마을로, 1800년대 초 광산 김씨 김난수가 처음 들어왔다고 하나 확실치 않다. 1924년경 일제의 동양척식회사가 이 지역 농토를 차지하고 한인 소작인들을 집단 이주케 하며 마을이 조성되었다. 당초에는 회사촌(會社村)이라고 부르다 새로 생겼다는 의미로 ‘신부락’이라고 고쳤다. 1961년 새롭게 번창할 마을이라는 기원을 담아 ‘신창(新昌)’이라고 바꿨지만, 오랫동안 신부락이라는 이름으로 불렸다. 축산업과 채소재배 등을 했는데 지금은 공장 등이 들어서 있다. 10통이 신창이다.
- 향약(香約)·당사동(堂沙洞)
  - 뒷산에서 내려다보면 향기로운 작약 꽃봉우리처럼 보인다 하여 ‘향약’이라고 불렀다는 설이 있다. 잿봉산 아래에 위치한 마을로 일명 ‘새터’라고 불렀다. 김해 김씨 삼현파(三賢派) 시조가 들어와 살았다는 구전으로 미루어 동작, 서작마을과 비슷한 시기에 생성된 마을로 추정한다. 향약마을과 수렁골 또는 수랑골로 부르는 마을로 구성되었다. 향약마을은 50여 호의 주민 대부분이 농사를 짓던 조그마한 마을이었고, 수랑골은 김해 김씨 일족이 자작일촌하는 마을이었으나 1982년 주택단지가 조성되며 사라졌다. 그 자리에는 하남시영아파트 1, 2단지와 광산중학교, 송우초등학교, 80m 도로 양쪽으로 상업지구가 조성되었다. 수랑골에는 임진왜란 때 공신 김극추 공의 충절을 기리는 정려가 있었는데, 주택단지 편입 후 이설되었다. 11통이 향약마을이었다. 당사동은 마을지형이 뱀이 몸을 도사리고 있는 형국이라 하여 당사동(堂巳洞), 당사골이라 하였으나, 광복 후 ‘사(巳)’자를 ‘사(沙)’자로 고쳤다. 1800년대 말 김해 김씨 김범두가 하남면 산정리에서 옮겨와 개촌했다는 설, 의성김씨 묘비가 있었던 것으로 미루어 이전부터 의성 김씨가 터를 잡고 살고 있었다는 설이 있다. 원형이 잘 보존된 마을로 꼽혔으나 주택단지 조성으로 모두 철거되었다. 현재 콜럼버스시네마, 무역회관, 한성 1·2차 아파트 등과 상업지구가 들어서 있다. 장수 황씨 효자비가 있었으나 마을이 철거되며 선계마을로 옮겨졌다. 옛날 마을 안에 비천(秘泉)이 있었는데 그 물을 마시고 겨드랑이에 날개가 달린 장사가 생겨 날아다니며 비범함을 보이자 장차 역적모의를 할 것이라고 우려해 조정에서 그 장사를 죽이고 샘을 메워버렸다는 전설이 있다. 당사동은 2통이다.

## 유통
- 이마트 광산점

## 문화
- 메가박스 콜럼버스 하남
- 빛고을국민체육센터

## 주거
| 단지명                                    | 건설사            | 시행사                      | 주소                    | 입주       | 비고            |
| ----------------------------------------- | ----------------- | --------------------------- | ----------------------- | ---------- | --------------- |
| 우산동 중흥S-클래스 리버티                | 중흥건설          | 순천에코밸리㈜              | 광산구 풍영철길로 20-20 | 2015년 7월 |                 |
| 우산동 세계수영선수촌 중흥S-클래스 센트럴 | 중흥건설          | 송정주공 재건축정비사업조합 | 광산구 금봉로 106       | 2020년 3월 | 송정주공 재건축 |
| 무진로 진아리채 리버뷰                    | ㈜진아건설 ㈜리채 | ㈜리우 ㈜리채               | 광산구 풍영철길로 46    | 2022년 4월 |                 |

## 교육
- 송우초등학교
- 어등초등학교
- 광산중학교
- 광주자동화설비공업고등학교

## 같이 보기
- 북구 우산동